# Акровірш

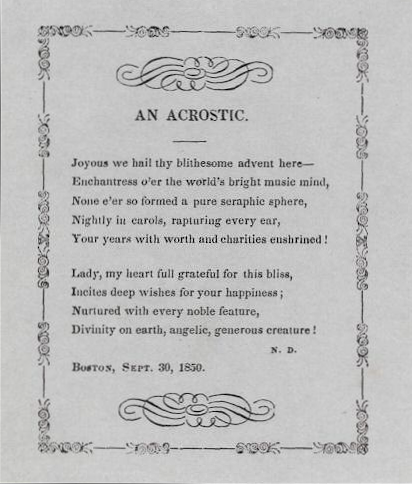
Акровірш 1850 р. Натаніеля Дірборна, перша літера кожного рядка утворює ім’я «JENNY LIND» («ДЖЕННІ ЛІНД»).

Акровірш (грец. ακρος — зовнішній, середній, лат. versus — повтор, поворот), також інколи акростих (грец. ακρος — крайній і грец. ατιχος — віршований рядок), рідше — акромонограма — твір комбінаторної поезії, вірш, у якому перші літери кожного рядка, прочитувані згори вниз, утворюють слово або речення, найчастіше — ім'я того, кому присвячено акровірш. Здебільшого ці букви виділяють шрифтом або кольором. Різновид зорової поезії.

## Назва
На Русі жанр акровірша мав низку синонімів, які описав Максим Грек, який подорожував Давньою Україною в XVI ст.
|               | Сицево же замышление наречется у нас акростихисъ, а по вашему — началострочие, или началограние, или краеграние. |
| — Максим Грек | |

Крім началострочія та началогранія, акровірш також називали акростіхіадою, краєстрочієм, первобуквієм тощо.

## Історія

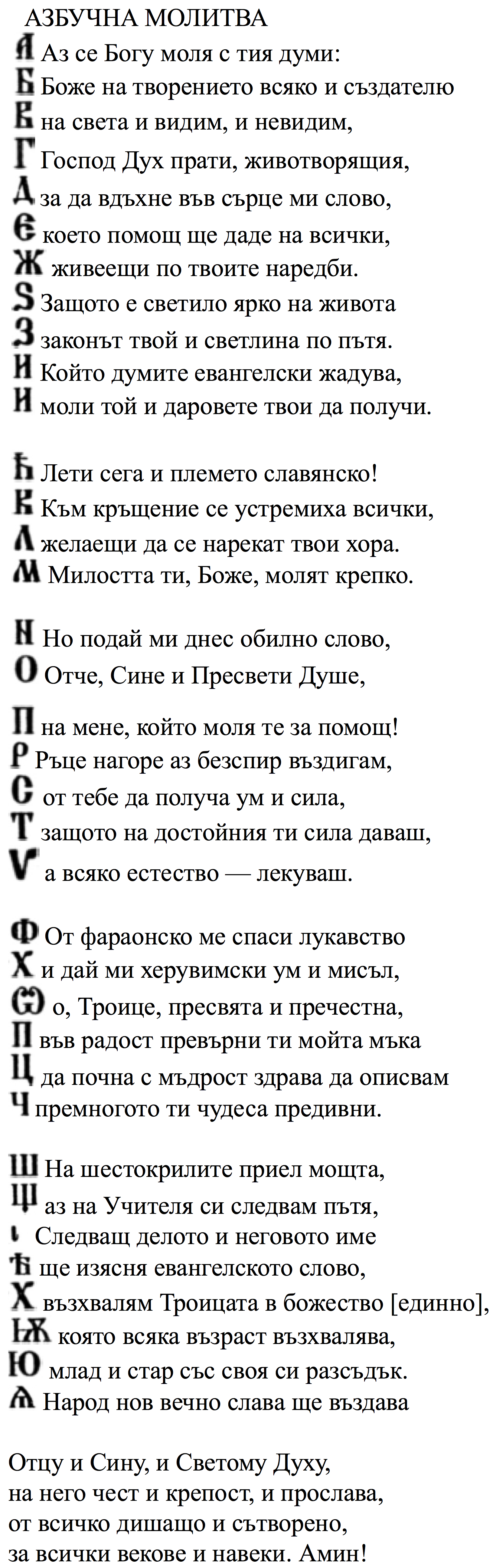
Алфавітний акровірш болгарського письменника Костянтина Преславського «Предговор на Христос, към светлината на Свето Евангелие, написано от Константин», відомий також як «Азбучна молитва», ІХ ст.

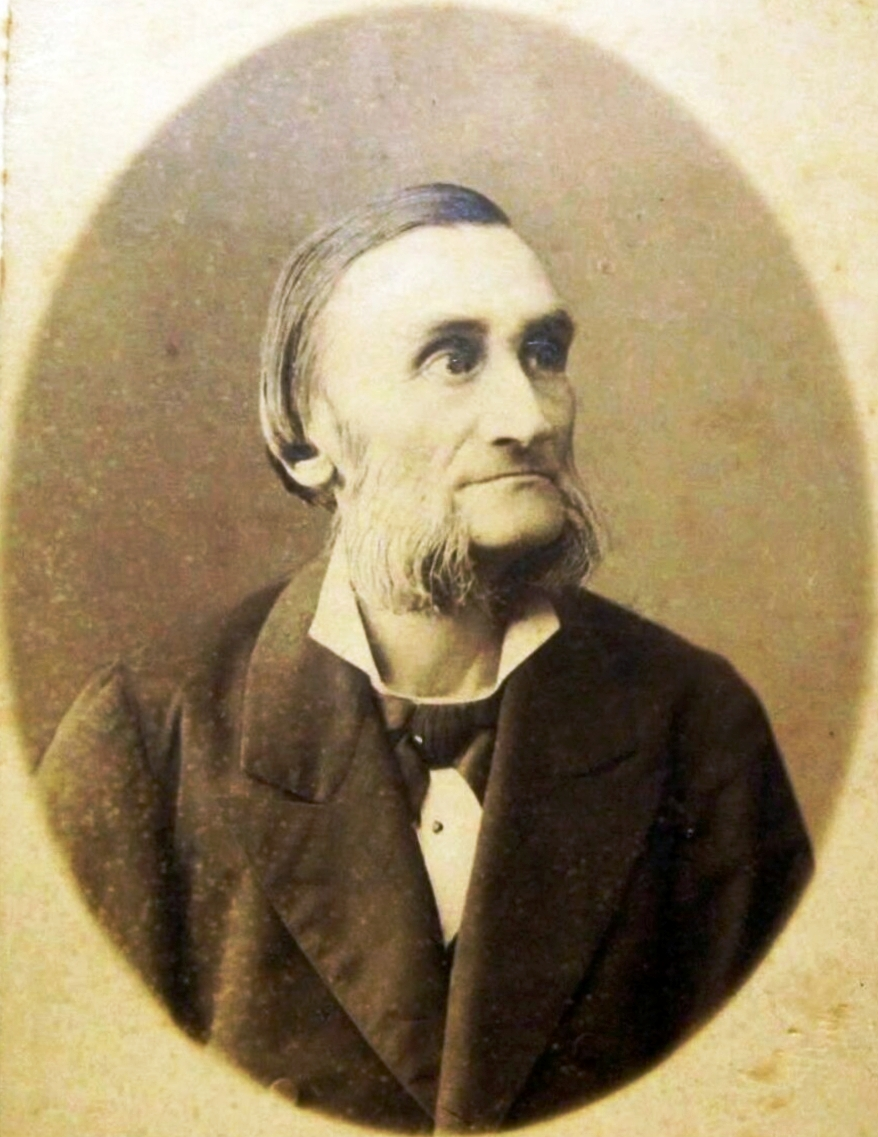
Леонід Глібов, український письменник, автор акровіршів.

Засновником акровірша вважають Епіграма (прибл. 540—450 рр. до н. е.). Жанр зародився в античну добу, побутував в часи еллінізму. Зазнав впливу естетики азіанізму. З-поміж  давньогрецьких поетів, які писали акровірші, відомі твори Аратія, давньоримських — Еннія, зразки віршів якого не збереглися до сьогодні. Давньоримський драматург Плавт використовував акровірші на початку деяких своїх комедій.
Особливого поширення набув у візантійській і давньоболгарській літературах як абеткова поезія.
В Україні відомий від XVI ст. (присвята-сентенція в латиномовній «Еклозі» Г. Чуя-Русина). У добу українського Бароко акровірш був різновидом «курйозної поезії». Вміння писати твори цього жанру було ознакою високого інтелекту та вправності. Результат акровірша — прочитання ключового слова — називали бароковим ефектом «кончето», що означає втілення кмітливості, винахідливості й дотепу.
Значна частина акровіршів українських поетів доби Бароко, серед яких найпомітнішим є Іван Величковський, опублікована у збірниках «Аполлонова лютня. Київські поети XVII—XVIII ст.» (Київ, 1982), «Українська література XVII ст.» (Київ, 1987) та інші. З-поміж поетів, які зверталися до цього жанру, — В. Андрієвський, В. Григорович-Барський, І. Буховеський, І. Вальський, Р. Корецький, Г. Кривицький, Д. Левковський, І. Мастиборський, І. Моравський, В. Пашковський, І. Пашковський, В. Тарнавський та ін.
У XIX ст. чимало оригінальних акровіршів створив Леонід Глібов («Кому привіт?», «Хто баба?», «Хто брат і сестра?», «Хто вони?» тощо). Наприклад, вірш «Буря»:
 Хуртовина скажена в'ється в полі.

 Аж свище вітер. Вже нема доріг.

 Й провідний дзвін ніхто б учуть не зміг,

 Жадання повний вдома буть, — ніколи!

 Инакше, як до хаоса сваволі,

 Вести не може божевільний сніг.

 Елегій чарівних та знання любих втіх

 Уже не знати нам у сніговім околі.

 Кривавий розіп'явсь над світом смог,

 Розпуста з голодом ведуть танок…

 А нам?.. Чи жде нас де краси країна?

 І глас роздавсь, мов великодній дзвін:

 «Надії промінь я — не труп, не тінь,

 А край краси і правди — Україна!»
У ХХ ст. жанр акровірша здебільшого використовували в дитячій поезії та сатирі. Крім того, було видано низку збірок акровіршів:
- В. Гнатюк «Угроруські народні вірші» (1902);
- Ю. Якорський «Материалы для истории старинной песенной литературы в Подкарпатской Руси» (1934);
- «Давній український гумор і сатира» (1959);
- «Аполлонова лютня: Київські поети ХVІІ—ХVІІІ ст.» (1982);
- «Українська література ХVІІ ст.» (1987);
- «Величковський І. Твори» (1971).

У кримськотатарській літературі акровірш відомий під назвою «мувашшак». Одними з найвідоміших поетів, які зверталися до цього жанру, у ХХ ст. були Ю. Теміркай та Ю. Кандим.

## Специфіка жанру
Особливість акровірша полягає в тому, що таку поезію важко сприйняти на слух. Щоб зрозуміти суть тексту, необхідно знайти та розгадати зашифроване ключове слово. Наприклад, у вірші Володимира Самійленка «Україна» початкові літери рядків утворюють слово Украіна (назву Украіна інколи вживали поряд із назвою Україна).
 У мене є одно кохання,

 Котре не зраджу я вовік;

 Росло воно не день, не рік,

 А ізо мною виростало

 І квіткою рясною стало…

 Не одцвіте моє кохання,

 А буде в серці до сконання.

Також відомий акровірш, який використовує шифр Цезаря:
 Шехойка мсєс нзізр,

 Обдйха мсес нзізр.

 К жрв пй тусійх

 Дзі расєс псізм.

## Дослідження жанру
Акровірш став об'єктом наукового аналізу в барокових дослідженнях. У своїй поетиці «Поетика Сад поетичний, вирощений задля збирання квітів і плодів віршового і прозового слова...» М. Довгалевський наводив приклади дванадцятискладових і тринадцятискладових акровіршів. Крім того, літературознавець надав поради авторам, зазначивши про особливості українського та польського акровірша. Дослідник також виокремив піджанр твору: кефалономастичний вірш.
Жанр досліджували І. Франко («Карпаторуське письменство XVII—XVIII вв.»), М. Возняк («З культурного життя і часу постання деяких пісень», 1912), С. Щеглов («Богогласник. Історико-літературне дослідження», 1918), Вал. Шевчук (стаття «Невідомі вірші з київських рукописів XVIII ст.»), М. Сорока («Зорова поезія в українській літературі кінця XVI—XVHI ст.», 1997) та ін.
Одним із найповніших досліджень специфіки жанру акровірша є дослідження польського вченого П. Рибсона «Образ слова. Історія візуальної поезії» (1989).

## Типи акровіршів
Н. Науменко виокремлює 3 різновиди акровіршів.
1. Акровірш-ключ — слово прочитується за першими літерами та відображає зміст твору.
2. Акровірш-присвята — слово прочитується за першими літерами та вказує на адресата.
3. Акровірш-шифр — слово прочитується за першими літерами, однак воно відображає зміст опосередковано, натомість вводить у текст вірша нову інформацію.

Акровірш-шифр є найдавнішою системою акровіршування. Зазвичай цей вид використовували як засіб обійти цензуру. 
Іншу класифікацію пропонують І. Савченко та О. Кобелецька.
1. Власне акровірш.
2. Мезовірш — ключове слово утворюється посередині.
3. Телевірш — слово утворюється з останніх літер кожного рядка.
4. Рядковий акровірш — слово вирізняється по горизонталі.
5. Зворотно-рядковий акровірш — слово вирізняється по горизонталі, проте його читають у зворотному порядку.
6. Перерваний акровірш — у творі чергуються букви, які належать до різних слів.
7. Азбучний акровірш — букви виділяються в алфавітному порядку.

## Використані джерела
1. 1 2 3 4  Шевчук, В. Акровірш. Велика українська енциклопедія.
2. ↑  Українська радянська енциклопедія : Том 1. Київ: Голов. ред. УРЕ. 1977—1985. с. 113.
3. 1 2 3 4 5 6 7 8 9 10  Ковалів, Ю. (2007). Літературознавча енциклопедія: У двох томах. Т. 1. Київ: Видавничий центр «Академія». с. 41—42.
4. 1 2 3  Савченко І., Кобелецька О. (2010). Давня українська література: словник-довідник (PDF). Київ: Національний педагогічний університет ім. М. Драгоманова. с. 6.
5. 1 2 3 4  Пустовіт Т., Дудатьєва В. (2011). Акровірш як вид тайнопису в Давній Русі. Київ: Видавничий дім Дмитра Буоаго. с. 70—74.
6. ↑  Личковах, В. (2019). Український Sacrum: ейдоси і люди під Покровом Богородиці (PDF). Чернігів: SCRIPTORIUM. с. 128.
7. ↑  Науменко, Н. (2015). Образно-стильова палітра сучасного акровіршування (PDF). Науковий вісник Східноєвропейського національного університету імені Лесі Українки. с. 90—95.